# Mary Anne Jevons
Mary Anne Jevons (ur. 5 sierpnia 1795 w Liverpoolu, zm. 13 listopada 1845) – poetka angielska epoki romantyzmu.

## Życiorys
Mary Anne Jevons urodziła się jako Mary Anne Roscoe, córka znanego historyka i poety Williama Roscoe (1753-1831) i Jane Griffies (1757-1824). W 1825 roku wyszła za mąż za przedsiębiorcę z branży hutniczej Thomasa Jevonsa. Miała z nim jedenaścioro dzieci, z których kilka nie dożyło dorosłości. Ich synem był ekonomista William Stanley Jevons.

## Twórczość
Mary Anne Jevons pisała przede wszystkim poezję religijną. Tworzyła między innymi sonety. Jej wiersze zabrane zostały w tomie Sonnets, and other poems, chiefly devotional (Sonety i inne wiersze, głównie religijne).